# Старочерново
Старочерно́во (рос. Старочерново) — присілок у складі Кожевниковського району Томської області, Росія. Входить до складу Староювалинського сільського поселення.

## Населення
Населення — 10 осіб (2010; 16 у 2002).
Національний склад (станом на 2002 рік):
- росіяни — 88 %